# Centraldistriktet
Centraldistriktet (hebraisk: מחוז המרכז, Meḥoz haMerkaz) af Israel er et af Israels seks administrative distrikter, og inkluderer broderparten af Sharion-regionen. Distriktshovedbyen er Ramla; distriktets største by er Rishon LeZion. Pr. 2005 var befolkningen på 1 613 700. 
Ifølge Israels statistiske centralbureau er 88 % jøder, 8 % er arabere og 4 % er ikke klassificeret (for det meste russere med jødiske familiebånd).
31°56′N 34°52′Ø / 31.93°N 34.87°Ø